# يوسف التاج الخلوتي

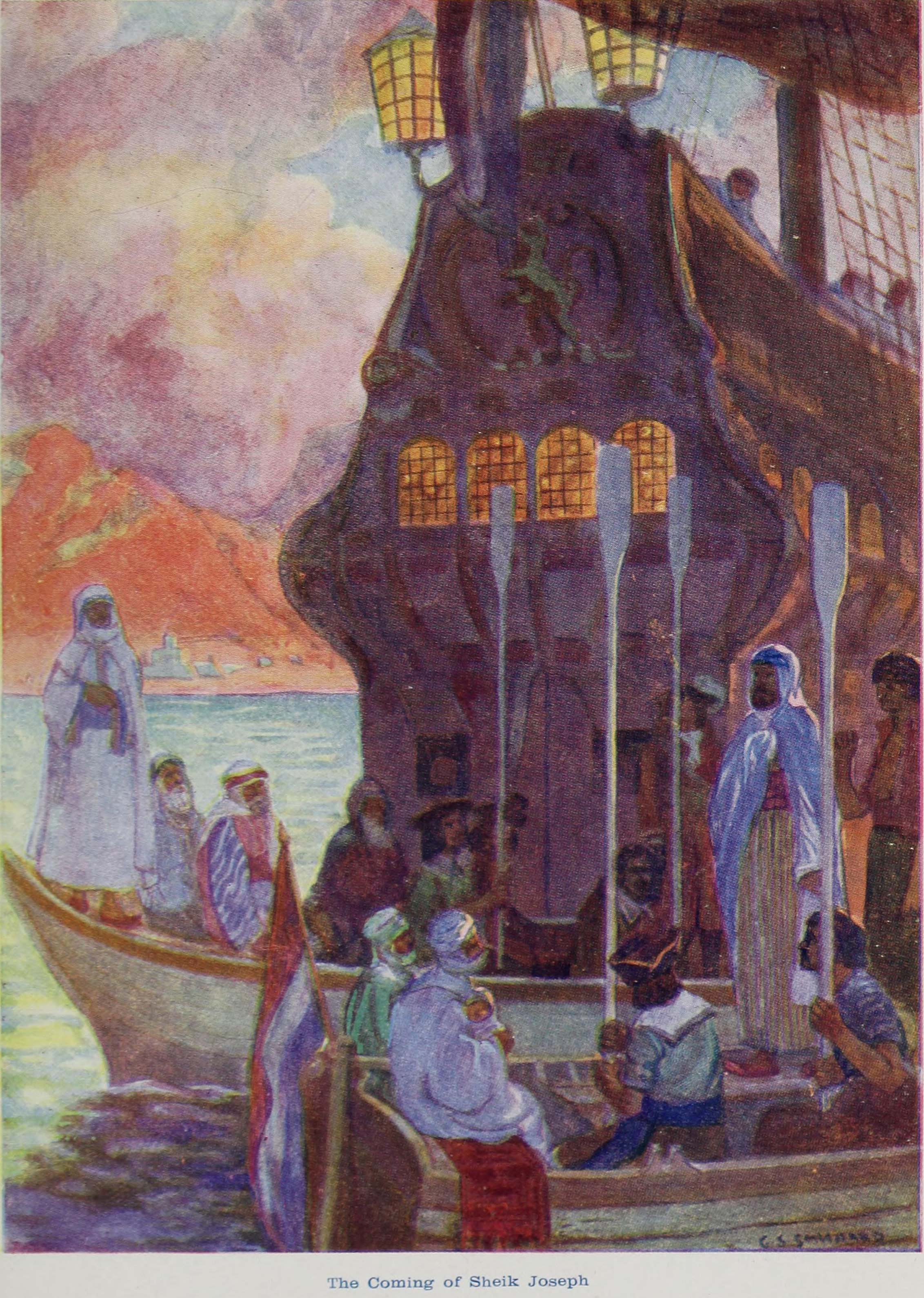
مجيء الشيخ يوسف

الشيخ يوسف التاج الخلوتي (بالإندونيسية: Syech Yusuf Tajul Khalwati)‏ (1626-1699) ، يعتبر الآن بطلا قوميا في إندونيسيا. واسمه الكامل: محمد يوسف بن عبد الله أبو المحاسن التاج الخلوتي المقاسري، ولقب الخلوتي أضفاه عليه أستاذه أيوب الدمشقي الخلوتي الذي درسّه الصوفية في دمشق خلال زيارته لها في رحلة حج ودراسة، قاد ثورة قوية أقرب لحرب العصابات ضد الهولنديين فنفوه إلى سريلانكا ومنها إلى جنوب أفريقيا، حيث مات في العام 1699. وبعد وفاته جرت إعادة رفاته إلى مسقط رأسه في جزيرة سولاوسي .ويقول عنه نيلسون مانديلا بأنه بمثابة أبيه الروحي في النضال ضد الاستعمار.

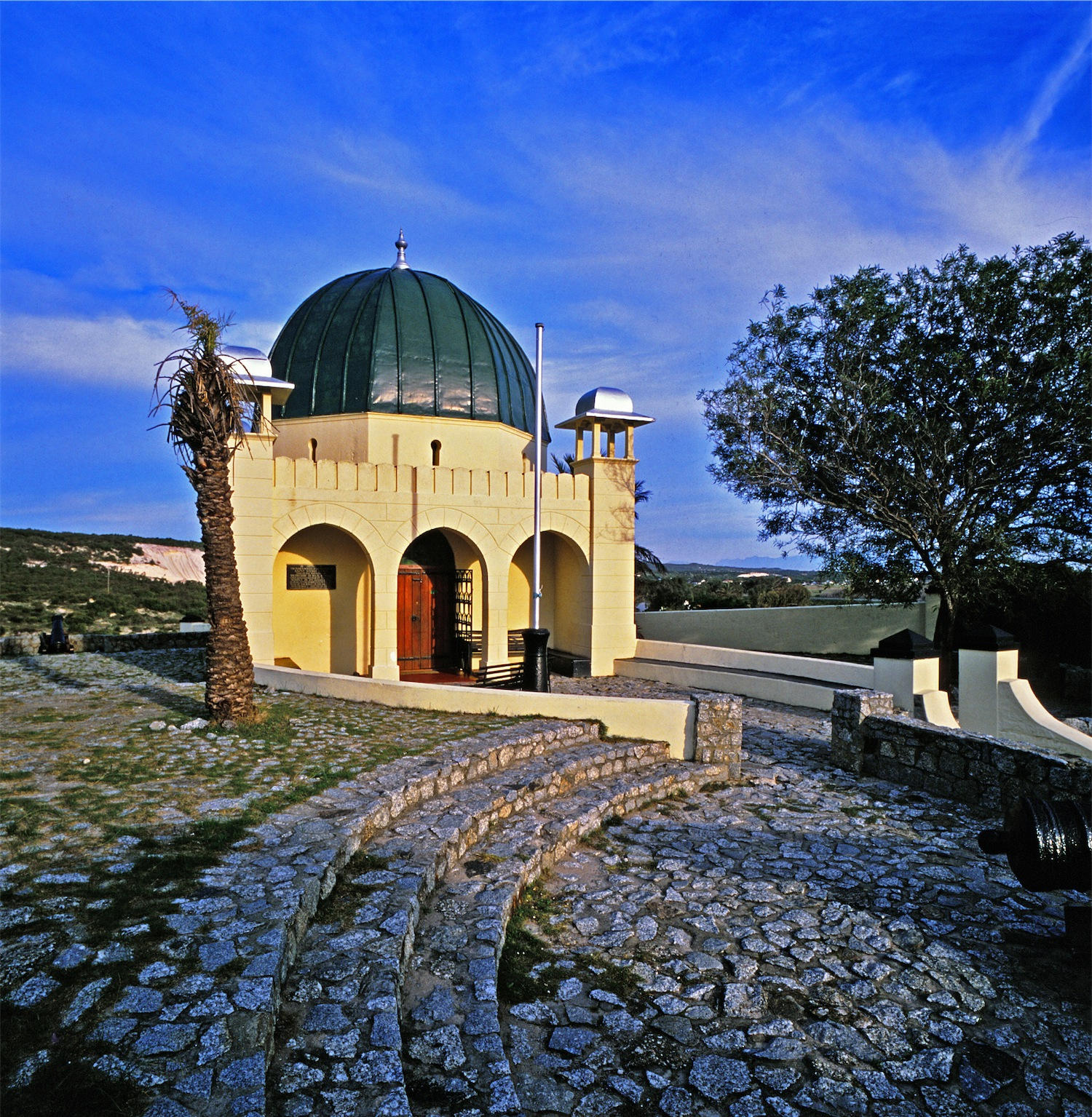
قبر الشيخ يوسف في ماكاسار